# Apanteles cyclorhaphus
Apanteles cyclorhaphus är en stekelart som beskrevs av De Saeger 1944. Apanteles cyclorhaphus ingår i släktet Apanteles och familjen bracksteklar. Inga underarter finns listade i Catalogue of Life.